# Női talajtorna a 2005. évi nyári európai ifjúsági olimpiai fesztiválon
A 2005. évi nyári európai ifjúsági olimpiai fesztiválon az torna versenyszámait Lignano Sabbiadoróban rendezték. A női talajtorna selejtezőjét július 5.-én, a döntőjét pedig július 8.-án rendezték.

## Döntő
| H     | Név                  | Nemzet       | Bünt | Össz  | Mj |
| ----- | -------------------- | ------------ | ---- | ----- | -- |
| Arany | Vanessa Ferrari      | Olaszország  |      | 9.625 |    |
| Ezüst | Sandra Raluca Izbasa | Románia      |      | 9.512 |    |
| Bronz | Ksenia Afanaseva     | Oroszország  |      | 9.487 |    |
| 4.    | Andrea Stanescu      | Románia      |      | 9.137 |    |
| 5.    | Federica Macrì       | Olaszország  |      | 9.112 |    |
| 6.    | Karina Myasnikova    | Oroszország  |      | 8.875 |    |
| 7.    | Tanya Valova         | Ukrajna      |      | 8.825 |    |
| 8.    | Gaelle Mys           | Belgium      |      | 8.600 |    |
|       |                      |              |      |       |    |
|       | Adela Sajn           | Szlovénia    |      |       | T1 |
|       | Gombás Laura         | Magyarország |      |       | T2 |